# Wet Willie (album)
| Recensione | Giudizio |
| ---------- | -------- |
| AllMusic   |          |

Wet Willie è il primo album dell'omonimo gruppo musicale statunitense di southern rock, pubblicato dalla Capricorn Records nel 1971.

## Tracce
Lato A
1. Have a Good Time – 3:35 (Maurice Richard Hirsch)
2. Dirty Leg – 3:37 (Jack Hall, John Anthony)
3. Faded Love – 4:27 (Frank Friedman)
4. Spinning Round – 4:16 (Frank Friedman)
5. Low Rider – 2:57 (Maurice Richard Hirsch)

Durata totale: 18:52
Lato B
1. Rock and Roll Band – 2:15 (Maurice Richard Hirsch)
2. Pieces – 3:05 (Maurice Richard Hirsch)
3. Shame, Shame, Shame – 3:14 (Jimmy Reed)
4. Beggar Song – 4:13 (Frank Friedman)
5. Fool on You – 8:02 (Frank Friedman)

Durata totale: 20:49

## Formazione
- Maurice Richard Hirsch - chitarra solista, accompagnamento vocale
- Jimmy Hall - voce, armonica, sassofono tenore, percussioni
- John Anthony - pianoforte elettrico, organo, pianoforte, accompagnamento vocale
- Jack Hall - basso, accompagnamento vocale
- Lewis Ross - batteria, percussioni
- Donna Hall - accompagnamento vocale